# Kerzen-Palmlilie
Die Kerzen-Palmlilie (Yucca gloriosa) (englische Trivialnamen: „Moundlily Yucca“, „Soft-tipped Yucca“, „Spanish-Bayonet“, „Sea Islands Yucca“) ist eine in Nordamerika heimische Pflanzenart aus der Gattung Yucca in der Familie der Spargelgewächse (Asparagaceae).

## Beschreibung
Yucca gloriosa ist eine verholzende, mehrjährige Pflanze. Oft wächst sie viele Jahre stammlos mit einer grundständigen Blattrosette, bevor sie einen Stamm bildet, der die Blattrosette meist bis auf etwa 2 m über dem Erdboden hebt. Alte Pflanzen verzweigen sich und bilden Horste aus mehreren Blattrosetten. Sie erreicht Wuchshöhen von 0,5 bis 2,5 Metern. Yucca gloriosa ist relativ langsamwüchsig. Die derben, schwertförmigen, parallelnervigen Laubblätter sind etwa 0,3 bis 0,5 m lang und 2 bis 3,5 cm breit. Sie sind meist blaugrün bis graugrün und glattrandig bis leicht gezahnt. Die Blätter enden in scharfen Spitzen. Oft stehen die Blätter steif nach außen ab; häufig biegen sie sich auch etwa in der Mitte und hängen nach außen etwas herab.
Die Blütezeit fällt in den Herbst. Der rispige Blütenstand wird etwa 0,5 bis 1,4 m hoch. Die glockenförmigen, hängenden, duftenden Blüten haben einen Durchmesser von etwa 2 bis 3,5 cm. Die sechs gleichgestaltigen, weißen, cremeweißen bis grünlichen Blütenhüllblätter sind 2 bis 2,5 cm lang und breit und stehen kugelig bis glockig zusammen. Die sechs Staubblätter haben etwa 0,6 cm lange Staubfäden. Der hellgrüne Stempel ist etwa 1 cm lang. Die Blüten sind für die Bestäubung auf bestimmte Arten von Yuccamotten angewiesen. Um den Fruchtansatz bei Kulturpflanzen zu gewährleisten, ist deshalb die Handbestäubung zu empfehlen. Die ledrigen, beerenartigen, obovaten Früchte haben sechs Rippen, sind 5 bis 8 cm lang und 2,5 cm breit. Die verdickten, schwarzen Samen haben einen Durchmesser von 5 bis 10 mm.
Die Chromosomenzahl beträgt 2n = 60, seltener 54.

## Standortsansprüche

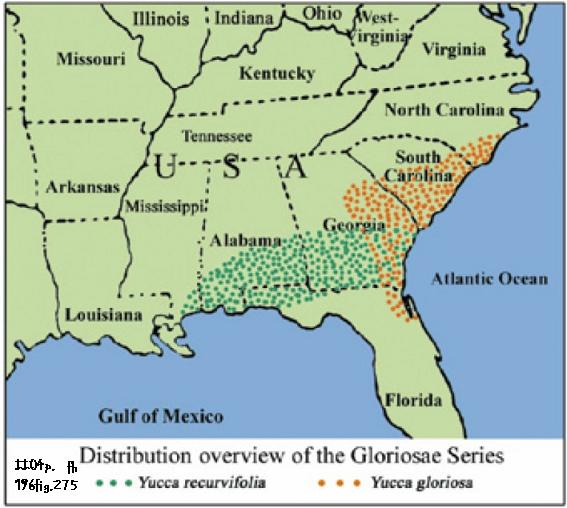
Verbreitungsgebiet

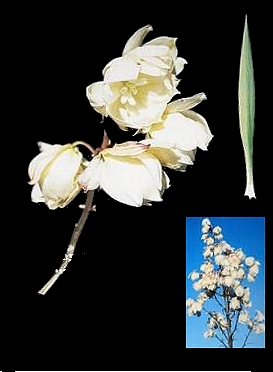
Yucca gloriosa fh 1183.14 Georgia, Details.

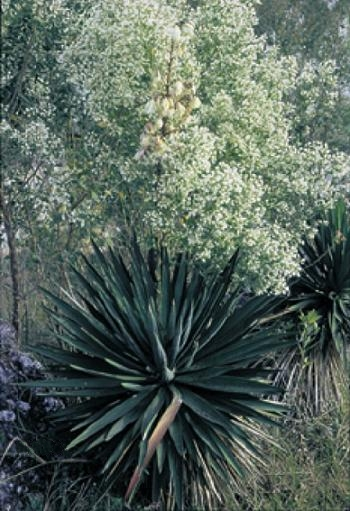
Yucca gloriosa fh 1184.1 in Georgia in lichtem Waldland.

Yucca gloriosa ist nässeempfindlich und daher bedingt winterhart. Angepasste, etablierte 25 Jahre alte Exemplare sind in Mannheim winterhart. Bei trockenem Stand in den Wintermonaten werden Temperaturen unter – 15 °C überstanden. Allerdings sind die Pflanzen für Gegenden mit hohen Niederschlägen nicht zu empfehlen. Jedoch sind Zuchtformen winterhart.

## Vorkommen
Die Heimat der Yucca gloriosa liegt in den südöstlichen USA. Ihr ursprüngliches Verbreitungsgebiet erstreckt sich über die US-Bundesstaaten Georgia, North Carolina, South Carolina und Florida. Diese Art ist in manchen Ländern verwildert.
Sie wächst in den Sanddünen und am Strand ebenso wie im Waldland. Vergesellschaftet ist sie oft mit Yucca aloifolia, Yucca filamentosa und verschiedenen Opuntia-Arten.

## Nutzung
Die Yucca gloriosa wird als Zierpflanze im Freien kultiviert, aber auch in Mitteleuropa als Topfpflanze verwendet.
Die Früchte werden roh oder gekocht gegessen. Junge Blütenstände werden wie Spargel zubereitet.
Die Saponine enthaltenden Wurzeln werden gekocht gegessen. Die Wurzeln können auf Grund ihrer Saponine als Seifenersatz dienen.
Die Fasern, die aus den Blättern gewonnen werden, dienen der Erzeugung von Kleidung, Seilen, Matten und Körben. Auch eine medizinische Nutzung ist bekannt.

## Systematik
Die Erstbeschreibung durch den schwedischen Botaniker Carl von Linné ist 1753 veröffentlicht worden.
Diese Art wird innerhalb der Gattung Yucca in die gleichnamige Sektion Yucca eingeordnet; früher wurde sie in die Sektion Sarcocarpa gestellt. Innerhalb der Sektion Yucca wird die Art wiederum in die Serie Gloriosae gestellt.
Synonyme
- von Carriere 1868 als Yucca gloriosa acuminata eingestuft[8]
- von Baker 1870 als Yucca gloriosa recurvata eingestuft[9]
- von Carriere 1880 als Yucca gloriosa medio-picta eingestuft[10]

Die stammbildende Art erreicht eine Wuchshöhe von 0,5 bis 2,5 Metern. Im Gegensatz zu Yucca recurvifolia sind die Blätter von Yucca gloriosa hart, steif und schmäler. Die späte Blütezeit im Herbst ist typisch. Während Yucca recurvifolia hingegen im Frühjahr blüht. In Europa existieren viele unterschiedliche Kulturformen, die winterhart sind.

## Bilder

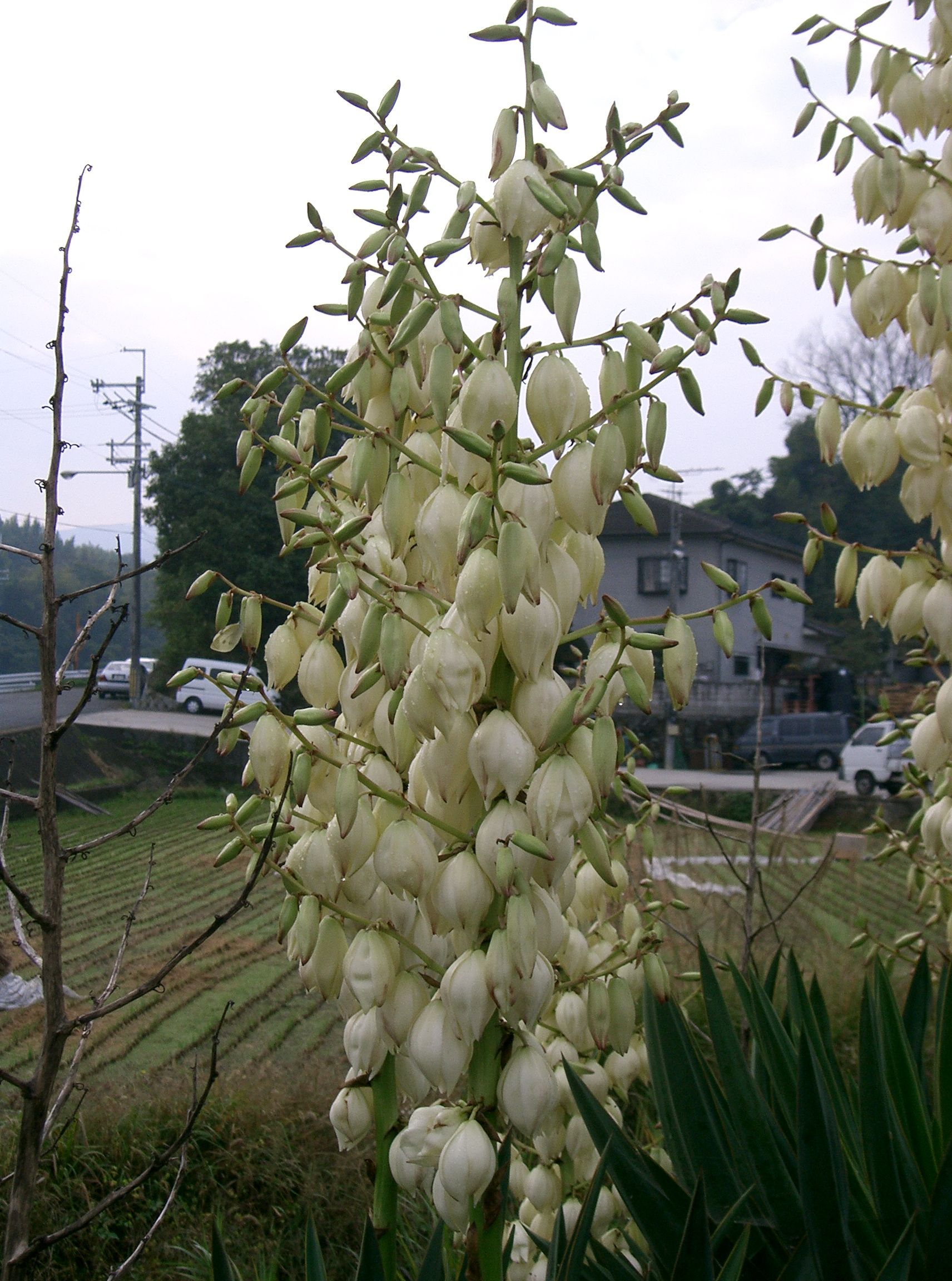
Blütenstand
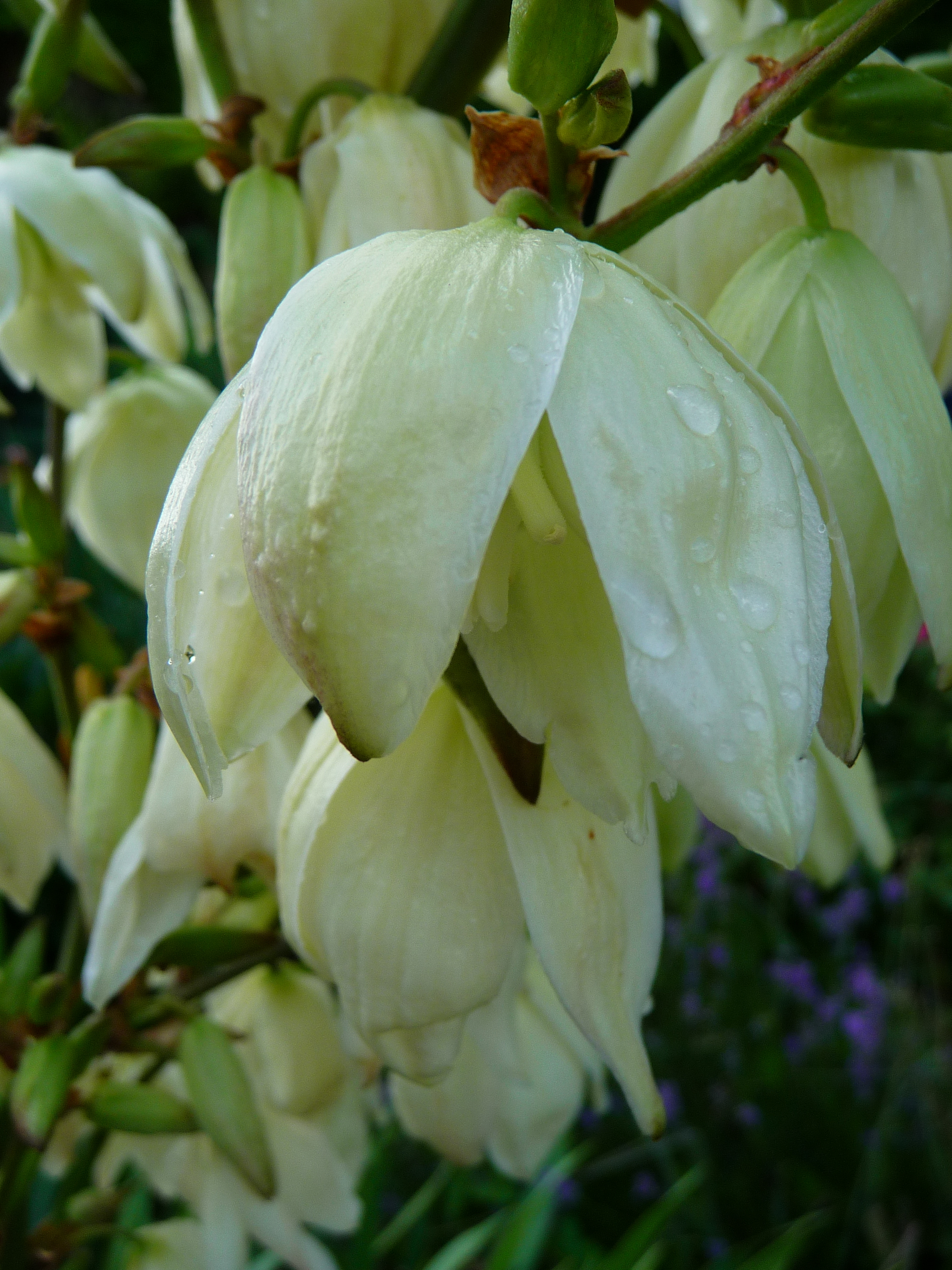
Nahaufnahme einer einzelnen Blüte
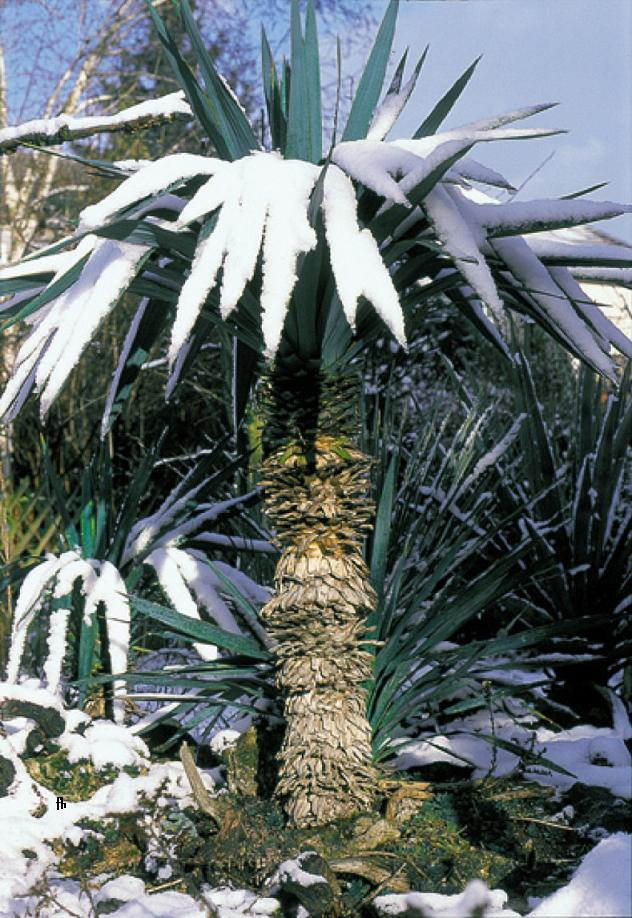
In Mitteleuropa winterhart
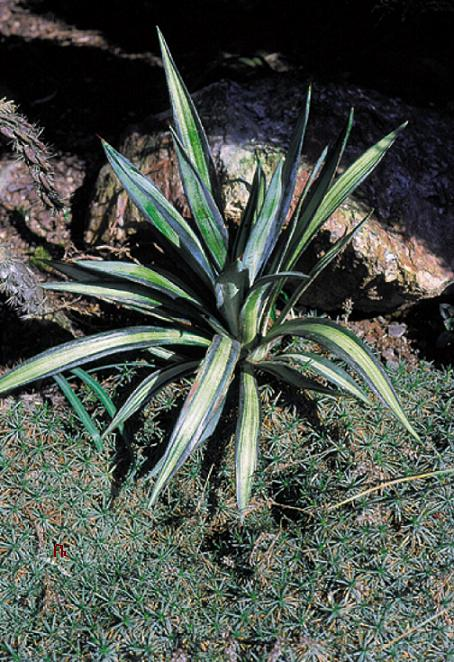
Yucca gloriosa 'medio-picta', Jungpflanze
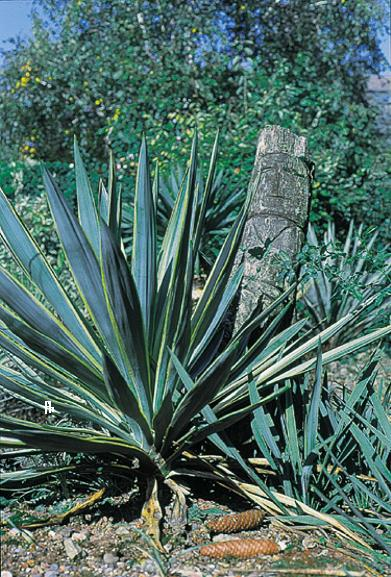
Yucca gloriosa 'marginata', 20 Jahre altes Exemplar
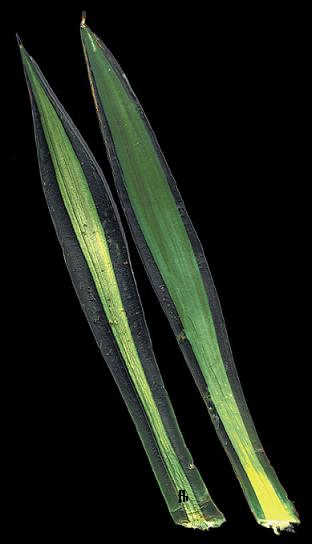
Yucca gloriosa 'medio-picta' Blätter 30 cm lang
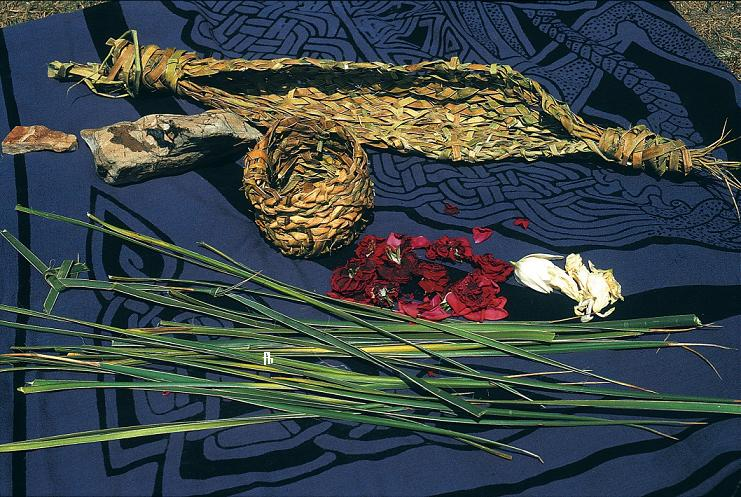
Aus Yuccablättern gefertigt
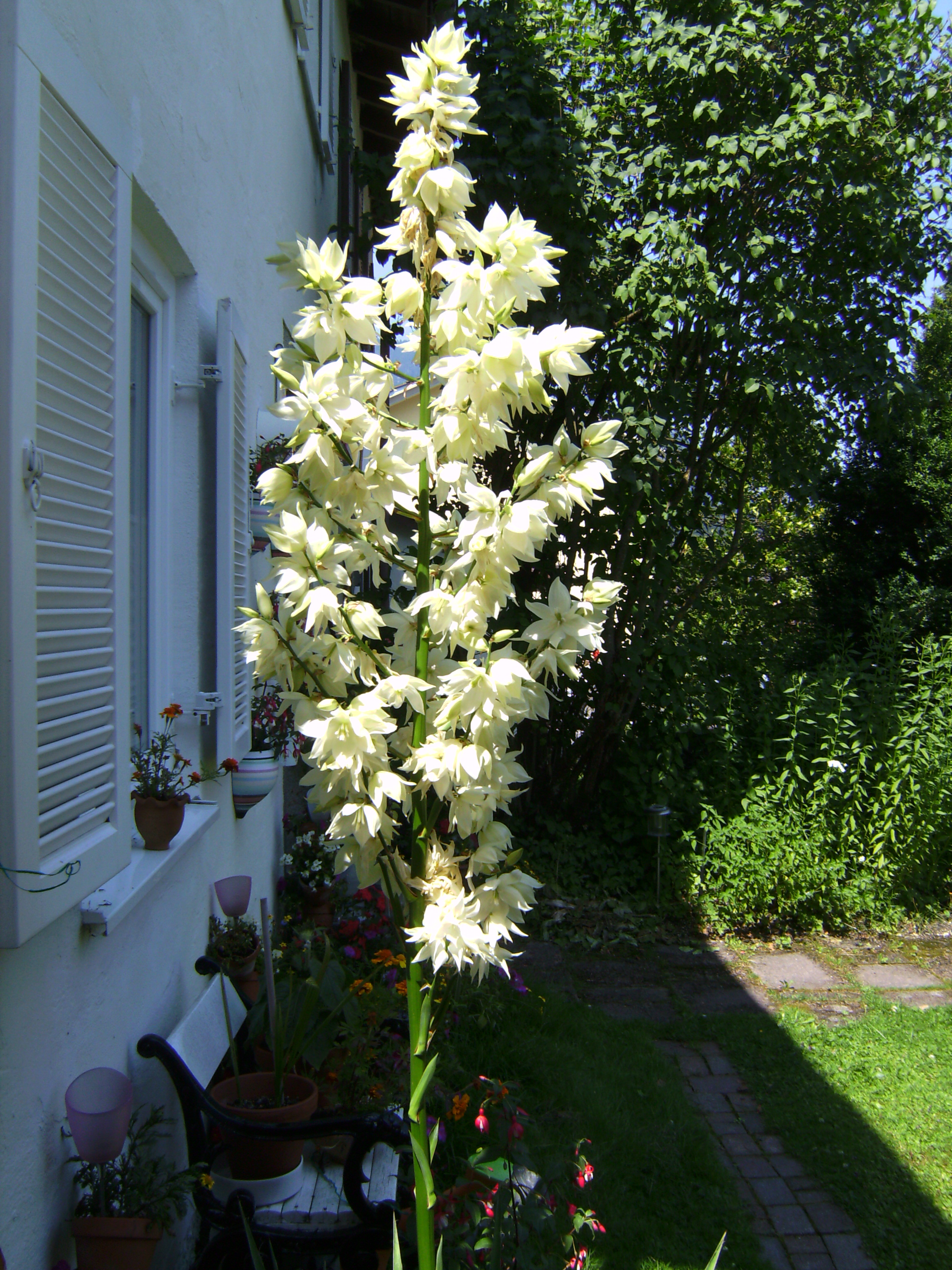
Yucca gloriosa. Bild ist Ende Juli in Südbayern entstanden